# Chris Williams
Chris Williams (nascido em 1968/1969) é um diretor de cinema, roteirista e animador americano na Walt Disney Animation Studios. Dirigiu o curta-metragem  Glago's Guest e co-dirigiu Bolt, que foi indicado para o Oscar de Melhor Animação em 2009, e Big Hero 6, que ganhou o Oscar de Melhor Animação em 2015.

## Primeiros anos
Williams nasceu em Missouri, e passou os primeiros 25 anos de sua vida em Waterloo, Ontário, Canadá, onde seu pai era o Diretor dos Serviços de Aconselhamento na Universidade de Waterloo. Williams formou-se na Universidade de Waterloo, com uma licenciatura em Belas Artes e se inscreveu no programa de animação da Sheridan College, Oakville, Ontario. Após a formatura em Sheridan, ele foi contratado pela Disney, e se mudou para Los Angeles.

## Carreira
Williams anteriormente trabalhou no departamento de história de Mulan (1998), The Emperor's New Groove (2000), e Irmão Urso (2003). Em fevereiro de 2007, foi anunciado que ele iria dirigir o American Dog, , que foi re-intitulado Bolt (2008), e mais tarde foi acompanhado na direção por Byron Howard, ambos substituiram Chris Sanders, que foi o primeiro diretor.
Em julho de 2010, foi relatado por várias fontes que Williams iria dirigir o Rei dos Elfos baseado na história de Philip K. Dick. No entanto, em dezembro de 2013, foi revelado que a Williams tinha se juntado a outro filme de animação na Walt Disney, Big Hero 6, como co-diretor do filme inspirado em personagens da Marvel Comics.

## Filmografia
- The Emperor's New Groove (2000) (história, juntamente com Mark Dindal)
- Glago's Guest (2008) (diretor)
- Bolt (2008) (diretor com Byron Howard, escritor, vozes adicionais)[1]
- Frozen (2013) (artista de história, a voz da Oaken)
- Big Hero 6 (2014) (diretor Don Hall)
- Frozen Fever(2015) (voz de Oaken)
- Moana (2016) (co-diretor, história)«Disney Animation's Big Announcement Coming Tomorrow, Here's What It Could Be?». 29 de junho de 2016
- LEGO Frozen Northen Lights (2016) (voz de Oaken)